# Kamenjani (miasto Kraljevo)
Kamenjani (cyr. Камењани) – wieś w Serbii, w okręgu raskim, w mieście Kraljevo. W 2011 roku liczyła 251 mieszkańców.